# Wilhelm Tomaschek
Pour les articles homonymes, voir Tomaschek.
Wilhelm Tomaschek (en tchèque Vilém Tomášek : 1841–1901) est un géographe et orientaliste moravo-autrichien. Il s'intéresse particulièrement à l'Asie centrale et au monde iranien.

## Biographie
Né sujet autrichien à Olmütz en margraviat de Moravie, il étudie à l'université de Vienne (1860–1864) puis enseigne à Sankt Pölten et dans le quartier de Mariahilf à Vienne. En 1877, il devient professeur agrégé de géographie à l'université de Graz. En 1881, il est nommé professeur. À partir de 1885, il enseigne à l'université de Vienne.
En 1898, il est fait Chevalier de l'Ordre de la Couronne de fer. Il est membre à part entière de l'Académie autrichienne des sciences, et membre correspondant de l'Académie des sciences de Saint-Pétersbourg.
Une rue de Vienne porte son nom, la Tomaschekstraße, située dans l'arrondissement de Floridsdorf.

## Publications sélectives
- Centralasiatische Studien. I. Sogdiana, Wien : Carl Gerold's Sohn, 1877.
- Centralasiatische Studien. II. Die Pamir-Dialekte, Wien : Carl Gerold's Sohn, 1880.
- Die Goten in Taurien, Wien : Alfred Hölder, 1881.
- Zur historischen Topographie von Persien. I. Die Straßenzüge der tabula Peutingeriana, Wien : Carl Gerold's Sohn, 1883.
- Zur historischen Topographie von Persien. II. Die Wege durch die Persische Wüste, Wien : Carl Gerold's Sohn, 1885.
- Zur historischen Topographie von Kleinasien im Mittelalter, Wien : F. Tempsky, 1891.
- Die alten Thraker. Eine ethnologische Untersuchung, (3 volumes), Wien : F. Tempsky, 1893–1894.